# Nariño
Nariño [naˈɾiɲo]IPA (španělsky Departamento de Nariño) je jeden ze 32 departementů, na které se dělí republika Kolumbie. Nachází se v západní části země, sousedí s departementy Cauca a Putumayo a s Ekvádorem, na severozápadě jeho pobřeží omývá Tichý oceán. Má rozlohu 33 268 km² (jedenáctý největší departement) a žije v něm okolo 1,7 milionu obyvatel (sedmý nejlidnatější departement). Hlavním městem je Pasto. Území departementu je rozděleno do 64 obcí (municipios).
Severozápadní část departementu tvoří přímořská nížina porostlá tropickým pralesem. Většina populace žije na hornatém jihovýchodě, nejvyšší horou Nariña je Cumbal (4764 m n. m.). Nedaleko Pasta se nachází druhé největší kolumbijské jezero Laguna de la Cocha. Nejvýznamnější řekou je Patía. Na území departementu leží národní park Sanquianga.
Původními obyvateli byli příslušníci etnik Awa-Kwaiker, Emberá a Quillacingas. Jako první Evropan přistál u pobřeží Pascual de Andagoya v roce 1522, vnitrozemí prozkoumal v roce 1535 Juan de Ampudia. Departement zde byl zřízen v roce 1904 a pojmenován podle Antonia Nariña (1765–1823), jednoho z tvůrců kolumbijské nezávislosti.
Územím departementu prochází dálnice Panamericana. Pěstuje se kukuřice, pšenice, ječmen, kávovník a olejnice, důležitými odvětvími ekonomiky jsou i těžba zlata, rybolov a dřevařství. Region je známý jako hlavní kolumbijský producent kokainu.
Na území departementu se nachází významné poutní místo svatyně Las Lajas.